# Донахи, Вилли
Уильям (Вилли) Донахи (англ. Willie Donachie; род. 5 октября 1951, Глазго, Шотландия) — шотландский футболист, защитник. По завершении игровой карьеры — футбольный тренер.

## Карьера

### Игровая карьера
Несмотря на то, что Донахи родился в Шотландии, на клубном уровне он никогда не играл на родине. Наибольших успехов защитник достиг вместе с «Манчестер Сити», за который он выступал 12 лет. Вместе с ним он выигрывал Кубок обладателей кубков УЕФА. По числу сыгранных матчей в чемпионате Англии Донахи с 351 игрой входит в десятку главных гвардейцев клуба. Затем шотландец выступал в США и низших английских лигах.
С 1972 по 1972 годы игрок вызывался в сборную Шотландии. Вместе с ней Донахи участвовал на Чемпионатах мира по футболу 1974 и 1978 годов. Всего за национальную команду он провел 35 матчей.

### Тренерская карьера
В 1984 году Донахи принял предложение от Джо Ройла и стал играющим тренером команды «Олдем Атлетик». Тренерский дуэт добился с клубом больших успехов. Им дважды удавалось доводить его до полуфинала Кубка Англии, а в сезоне 1989/90 их подопечные дошли до финала Кубка Футбольной лиги, в котором «Олдем Атлетик» с минимальным счетом уступил «Ноттингем Форесту».
В дальнейшем Донахи помогал Ройлу в «Эвертоне», «Манчестер Сити» и в «Ипсвич Таун». Также шотландец некоторое время работал помощником главного тренера в «Шеффилд Уэнсдей» и в «Хартлпул Юнайтед». В 2006 году он начал самостоятельную карьеру наставника, приняв по ходу сезона "Миллуолл". В 2008 году занимал пост наставника сборной Антигуа и Барбуды по футболу.
В дальнейшем Донахи несколько лет отработал в системе «Ньюкасл Юнайтед». В 2018 году специалист возглавил сборную Монтсеррата перед квалификации в Лигу наций КОНКАКАФ.

## Достижения
- Победитель Кубка обладателей кубков УЕФА (1): 1970
- Вице-чемпион Англии (1): 1976/77
- Обладатель Кубка Англии (1): 1969
- Обладатель Кубка Английской футбольной лиги (2): 1970, 1976
- Финалист Кубка Английской футбольной лиги (2): 1973/74, 1989/90
- Обладатель Суперкубка Англии (1): 1972